# گوستاو-ادولف شوبرگ
گوستاو-ادولف شوبرگ (انگلیسی: Gustav-Adolf Sjöberg; ۲۲ مارس ۱۸۶۵ – ۳۱ اکتبر ۱۹۳۷) ورزشکار اهل سوئد بود.
وی در مسابقات کشوری و بین‌المللی در مجموع برندهٔ ۱ مدال نقره شده‌است.